# Lékai László
Lékai László (1940-ig Lung László) (Zalalövő, 1910. március 12. – Esztergom, 1986. június 30.) esztergomi érsek, prímás, bíboros. Személye és egyházvezetői tevékenysége, a kommunista állam felé tett „kis lépések” politikája ma is megosztja a közvéleményt. Mindemellett művelt, jó humorú embernek tartották.

## Pályafutása
A vallás tiszteletét családi hátterében hordozta: édesapja mélyen vallásos katolikus sváb iparos (fazekas és kályhakészítő) volt, és édesanyja is hithű katolikus családból származott, akik a ma Burgenlandhoz tartozó Répcebónyán éltek. Vezetéknevét 1940-ben változtatta Lékaira.
Gimnáziumba a piaristákhoz Nagykanizsára, majd Veszprémbe. Papnövendéknek jelentkezett a Veszprémi egyházmegyébe, és 1928-tól a Collegium Germanicum et Hungaricum növendéke volt Rómában, ott is szentelték pappá 1934. október 28-án. Tíz idegen nyelvet beszélt.[forrás?] Tanulmányai végén teológiai doktori címet szerzett 1936-ban. Évfolyamtársai voltak dr. Hosszú László nagyváradi ordinárius és dr. Ópalotai János székesegyházi kanonok, címzetes apát Nagyváradról.
Első szolgálati helye Ukk volt, majd a veszprémi Davidicum fiúnevelő intézetbe került tanulmányi elöljárónak (prefektus). 1937-től a veszprémi szeminárium prefektusa és tanára volt. 1944-ben püspöki tanácsos lett, majd 1948-ig püspöki titkár Veszprémben; 1944–1945-ben püspökével, Mindszenty Józseffel együtt a sopronkőhidai fegyházban szolgált, emiatt később az állami szervek „reakciósként” tartották számon.
1945-től Bánáss László püspök titkára, 1948-tól balatonlellei esperes-plébános, emellett 1956–57-ben megbízott püspöki irodaigazgató volt. 1959-ben elhelyezték Balatonlelléről; előbb Zalaszentiváni, majd 1969-től badacsonytomaji plébános lett.

### Püspöki pályafutása
1972. február 8-án veszprémi apostoli kormányzóvá, Girus Tarasii-i címzetes püspökké nevezték ki. Március 16-án szentelték püspökké Budapesten. Pontosan nem ismert, hogy az állam miért fogadta el magasabb egyházi tisztségben a korábban reakciósnak tartott Lékait. 1975-től a római Nevelési Kongregáció tagja volt.

#### Esztergomi érseki kinevezése
VI. Pál pápa 1974. február 5-én megüresedettnek nyilvánította az esztergomi érseki széket, Mindszenty József lemondására hivatkozva. Utódot ugyan nem nevezett ki Mindszenty életében, de már 1973-tól folytak a tárgyalások az Apostoli Szentszék és a magyar állam között az érseki szék betöltéséről. A szóba jöhető személyek alapos megrostálása után Lékai marad az egyetlen lehetséges jelölt, akinek – korabeli iratok alapján – „a munkában tanúsított komolyságát, hatékonyságát, munkabírását, intellektuális adottságait, értelmességét valamennyien becsülik”. Balogh Margit történész szerint „a szóba jöhető püspökök közül a kommunista diktatúrával való barátkozásban ő kompromittálta magát a legkevésbé.” A Magyar katolikus lexikon szerint Lékai már 1974 februárjától apostoli kormányzóként irányította az egyházmegyét. (Előtte, 1971. szeptember 28. és 1974. február 5. között, azaz Mindszenty József Magyarországról való távozásától az érseki székből való felmentéséig, Kisberk Imre székesfehérvári segédpüspök látta el az Esztergomi főegyházmegye vezetését is apostoli adminisztrátorként.)
Ezen előzményeket követően, miután az MSZMP Politikai Bizottsága jóváhagyta, 1976. február 12-én VI. Pál pápa kinevezte esztergomi érseknek; székét február 24-én foglalta el. Mindszenty elmozdítása miatt a magyar emigráció a kezdetektől fogva ellenérzéssel fogadta, és a nemzetközi közvélemény reakciója is vegyes volt. Május 24-én bíborosi címet kapott, címtemploma Rómában a Falakon kívüli Szent Teréz-templom lett. 1976-tól haláláig a Magyar Katolikus Püspöki Konferencia elnöke volt. 1976-ban részt vett a philadelphiai Nemzetközi Eucharisztikus Kongresszuson.

#### A hatalomhoz fűződő viszonya
Az új érseknek úgy kellett helyreállítania a hitélet alapvető pasztorációs, intézményes és jogi feltételeit, hogy eközben az ateista állammal minél kevésbé konfrontálódjon. Az egyházi tisztségek betöltését rendkívül szigorú jogszabályok nehezítették: a hatályos, 1957-es törvényerejű rendelet szerint nemcsak a püspöki, de a papi (kivéve a kisebb vidéki plébánosi és kápláni szolgálatokat), teológiai professzori és egyházi középiskolai igazgatói posztok betöltését, az áthelyezéseket és a leváltásokat is állami jóváhagyáshoz kötötték.
A Kádár-korszak egyházpolitikáját képviselő Állami Egyházügyi Hivatallal (ÁEH) az együttműködés útját választotta. Ez összhangban volt a Vatikán keleti politikájával, a VI. Pál pápa és Agostino Casaroli államtitkár által képviselt iránnyal. „Az egyház a néppel együtt megtalálta új helyét a szocialista társadalomban…” – fogalmazott bíboros-prímásként tett első nyilatkozatában. Nyilvános megszólalásaiban gyakran beszélt az állam és a római katolikus egyház közötti viszony normalizálódásáról, noha nyugati egyházi megfigyelők szerint az ateista állam egyházpolitikáját a főpásztor regnálása alatt is a békepapi mozgalmat elutasító klérus nyílt vagy burkolt kényszerítése, illetve a szabad vallásgyakorlás korlátozása jellemezte. Kritikusainak válaszul VI. Pál pápa „realitásokhoz igazodó” politikájának iránymutatásait ajánlotta. „A magyar állam és a katolikus egyház között kialakult jó viszony és a nemzeti összefogás elmélyítéséért, valamint a hazai és nemzetközi béketörekvések érdekében végzett kimagasló tevékenységéért” az MSZMP XII. pártkongresszusán a Magyar Népköztársaság zászlórendjének rubinokkal ékesített kitüntetésében részesült.
Együttműködési szándékát bizonyos tekintetben a vallással való együttélésre kénytelen-kelletlen berendezkedő ateista állam képviselői respektálták, kéréseit könnyebben teljesítették. Miklós Imre, az ÁEH elnöke Kálmán Peregrin ferences történész szerint figyelmességként anyagi kérdések rendezésével vagy egy-egy ügy elintézésével segítette a főpapokat. A kis engedményeknek, a vallásüldözés enyhítésének ára ugyanakkor az volt, hogy a klérus (ritka kivételekkel, mint Endrey Mihály váci vagy Udvardy József szeged-csanádi püspök) gyakorlatilag önként alárendelte magát az államnak. A püspöki konferencia üléseit nemcsak lehallgatták, de a napirendet is az ÁEH határozta meg. A püspökök gyakran utólag vállalhatatlan nyilatkozatokra, lépésekre kényszerültek. A kommunista hatóságokkal való túl jó viszony negatív következményei a rendszerváltás után is érezhetők voltak, az egyházvezetés egyre messzebb került a hívektől.

#### Eredményei
A püspöki hierarchia az 1970-es évek második felére teljes lett. Megélénkült a katolikus könyvkiadás. 1978-ban bevezették a világiak levelező teológiai képzését, és létrejött 1981-ben a XXIII. János Szeretetotthon, 1983-ban a leányfalui Szent Gellért Lelkigyakorlatos Ház. Új templomok épültek: 1984-ben Antal Jánost bízta meg a második világháború után első jogelőd nélkül – állami engedéllyel – felépítendő békásmegyer–pünkösdfürdői Boldog Özséb-templom alapításával, építésével, a plébániaközösség megszervezésével, de ő szentelte fel 1977-ben a farkasréti, 1979-ben a budai Táltos utcai, 1985-ben a vizafogói Szent Márton és a csopaki templomot is. A római Szent Péter-bazilikában az 1980-as évek elején felszentelték a Magyarok Nagyasszonya-kápolnát. Az egyház szociális tevékenysége megerősödött.
1986. június 30-án szívroham következtében halt meg Esztergomban.

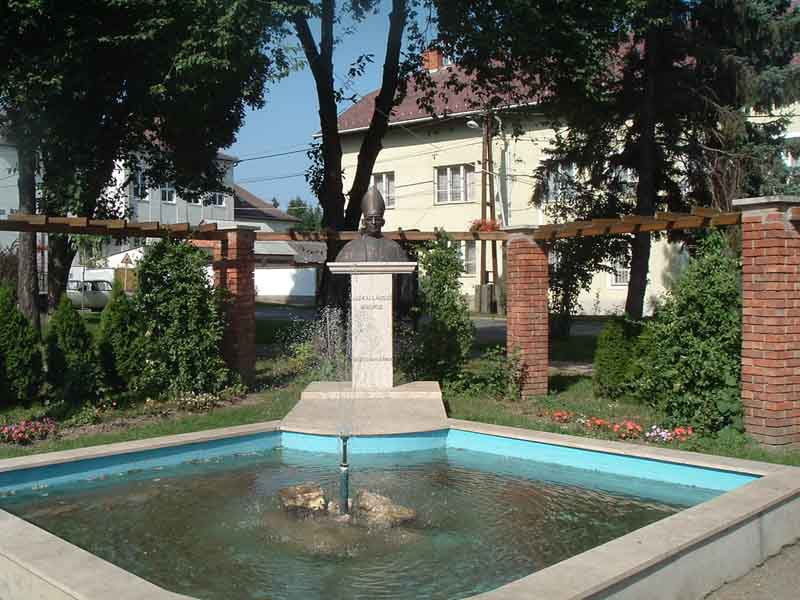
Lékai László emlékműve Zalalövőn

A pálos rend konfrátere is volt.

## Emlékezete
Szülővárosában, Zalalövőn emlékművet állítottak neki. Budapest III. kerületében az általa építtetett Boldog Özséb-plébániatemplom előtti teret róla nevezték el, és 1987-ben emléktáblát avattak a tiszteletére.
Pákozdi István egyetemi tanár szerkesztésében a Tihanyi Bencés Apátság könyvet jelentetett meg Lékai László bíboros anekdotái címmel.